# Levan Izoria
Levan Izoria (en géorgien : ლევან იზორია ; né le 5 février 1974 à Tbilissi) est un homme politique géorgien, qui sert comme ambassadeur de Géorgie en Allemagne depuis février 2020, après une carrière comme directeur du Service d'intelligence, secrétaire du Conseil de sécurité nationale et ministre de la Défense de Géorgie.

## Biographie

### Éducation
Levan Izoria est né à Tbilissi, capitale de la Géorgie, le 5 février 1974. Il reçoit son diplôme de la Faculté de loi de l'Université d'État de Tbilissi en 1996 et complete son éducation légale à l'Université de Göttingen en Allemagne en 1998-1999.
En 1992-1995, Levan Izoria est président du Conseil scientifique des étudiants de la faculté de loi et un professeur à la Faculté de droit, théorie du droit et droit constitutionnel à l'Université d'État de Tbilissi. En 1992-2002, Izoria sert comme assistant au directeur de l'Institut d'État de Göttingen pour l'enseignement et les sciences politiques en Allemagne.

### Carrière académique
À partir de 2002, Levan Izoria est responsable scientifique principal à l'Institut de droit de l'Académie des sciences Tsereteli. Entre 2002 et 2005, il travaille comme professeur adjoint de théorie du droit et de droit constitutionnel à la faculté de droit de l'Université d'État de Tbilissi.
Izoria est représentant de la Fondation Konrad-Adenauer, une fondation politique allemande, dans le Caucase du Sud en 2003-2004 et recteur de l'Académie du Ministère des affaires intérieures de la Géorgie en 2004-2006.
Levan Izoria est doyen et professeur à la faculté de droit de l'Université de Géorgie en 2006-2007 et chercheur scientifique à l'Université allemande des sciences administratives - Speyer (via bourse de la Fondation Humboldt) en 2007-2009. Il a été professeur associé à la Georgian-American University en 2009-2011 et à l'École de droit du Caucase en 2009-2010. En 2010-2011, Izoria mène des recherches universitaires à l'Institut Max Planck de Heidelberg pour le droit public comparé et le droit international. En 2011-2014, il devient professeur titulaire à l'Université Grigol Robakhidze, puis à l'Académie du ministère des Affaires intérieures de Géorgie en 2014-2016.

### Carrière politique
En 2003, Izoria commence à travailler sur les réformes du ministère des Affaires intérieures de Géorgie et devient l'auteur du concept de développement stratégique des réformes.
Entre 2004 et 2006, Levan Izoria est recteur de l'Académie du ministère des Affaires intérieures de Géorgie. Son nom était lié à la réforme de la police de patrouille de Géorgie, qui a contribué à son statut de réformateur. Izoria démissionne de son poste en 2006.
Il commence sa carrière politique active en 2009, en tant que membre de l'opposition. Il rejoint le parti politique d'Irakli Alassania, « Démocrates libres » et deveient membre de son conseil politique. Entre-temps, il est partisan actif de la réorganisation et de la dépolarisation de la police et, à cet égard, devient l’auteur de divers projets. Parmi ces projets figure « Citoyen protégé - Policier protégé ».
En 2011, Levan Izoria devient l'un des dirigeants de la coalition « Rêve géorgien » (RG). Il dirige alors le sous-groupe thématique Application de la loi et sécurité du groupe de la sécurité nationale et de la défense au sein de la coalition.
Après l'arrivée au pouvoir du RG, Izoria continue de travailler au sein des ministères chargés de l'application des lois. Entre 2012 et 2015, il est vice-ministre des Affaires intérieures de Géorgie et en 2015-2016, chef adjoint du service de sécurité d'État de Géorgie. Il est nommé ministre de la Défense de la Géorgie le 1er août 2016.
Levan Izoria a une femme et trois enfants. Il parle anglais, allemand et russe.